# 13.ª etapa del Tour de Francia 2020
La 13.ª etapa del Tour de Francia 2020 tuvo lugar el 11 de septiembre de 2020 entre Châtelguyon y Puy Mary sobre un recorrido de 191,5 km y fue ganada por el colombiano Daniel Felipe Martínez del equipo EF. El esloveno Primož Roglič mantuvo el liderato y aumentó la ventaja con la mayoría de sus rivales.

## Clasificación de la etapa
| \| Clasificación de la etapa \| Clasificación de la etapa \| Clasificación de la etapa \| Clasificación de la etapa \| Clasificación de la etapa \| \| Ciclista \| Ciclista \| Equipo \| Tiempo \| \| \| ------------------------- \| ------------------------- \| -------------------------------- \| ------------------------- \| ------------------------- \| \| 1.º \| Daniel Felipe Martínez \| EF Pro Cycling \| 5 h 01 min 47 s \| \| \| 2.º \| Lennard Kämna \| Bora-Hansgrohe \| + 4 s \| \| \| 3.º \| Maximilian Schachmann \| Bora-Hansgrohe \| + 51 s \| \| \| 4.º \| Valentin Madouas \| Groupama-FDJ \| + 1 min 33 s \| \| \| 5.º \| Pierre Rolland \| B&B Hotels-Vital Concept p/b KTM \| + 1 min 42 s \| \| \| 6.º \| Nicolas Edet \| Cofidis \| + 1 min 53 s \| \| \| 7.º \| Simon Geschke \| CCC Team \| + 2 min 35 s \| \| \| 8.º \| Marc Soler \| Movistar Team \| + 2 min 43 s \| \| \| 9.º \| Hugh Carthy \| EF Pro Cycling \| + 3 min 18 s \| \| \| 10.º \| David de la Cruz \| UAE Team Emirates \| + 3 min 52 s \| \| |                        |                                  |                 |
| |                        |                                  |                 |
| Fuente: ProCyclingStats |                        |                                  |                 |
| Clasificación de la etapa |                        |                                  |                 |
| Ciclista | Ciclista               | Equipo                           | Tiempo          |
| 1.º | Daniel Felipe Martínez | EF Pro Cycling                   | 5 h 01 min 47 s |
| 2.º | Lennard Kämna          | Bora-Hansgrohe                   | + 4 s           |
| 3.º | Maximilian Schachmann  | Bora-Hansgrohe                   | + 51 s          |
| 4.º | Valentin Madouas       | Groupama-FDJ                     | + 1 min 33 s    |
| 5.º | Pierre Rolland         | B&B Hotels-Vital Concept p/b KTM | + 1 min 42 s    |
| 6.º | Nicolas Edet           | Cofidis                          | + 1 min 53 s    |
| 7.º | Simon Geschke          | CCC Team                         | + 2 min 35 s    |
| 8.º | Marc Soler             | Movistar Team                    | + 2 min 43 s    |
| 9.º | Hugh Carthy            | EF Pro Cycling                   | + 3 min 18 s    |
| 10.º | David de la Cruz       | UAE Team Emirates                | + 3 min 52 s    |

## Clasificaciones al final de la etapa

### Clasificación general(Maillot Jaune)
| \| Clasificación general \| Clasificación general \| Clasificación general \| Clasificación general \| Clasificación general \| \| Ciclista \| Ciclista \| Equipo \| Tiempo \| \| \| --------------------- \| --------------------- \| --------------------- \| --------------------- \| --------------------- \| \| 1.º \| Primož Roglič \| Jumbo-Visma \| 56 h 34 min 35 s \| \| \| 2.º \| Tadej Pogačar \| UAE Team Emirates \| + 44 s \| \| \| 3.º \| Egan Bernal \| Ineos Grenadiers \| + 59 s \| \| \| 4.º \| Rigoberto Urán \| EF Pro Cycling \| + 1 min 10 s \| \| \| 5.º \| Nairo Quintana \| Arkéa-Samsic \| + 1 min 12 s \| \| \| 6.º \| Miguel Ángel López \| Astana \| + 1 min 31 s \| \| \| 7.º \| Adam Yates \| Mitchelton-Scott \| + 1 min 42 s \| \| \| 8.º \| Mikel Landa \| Bahrain McLaren \| + 1 min 55 s \| \| \| 9.º \| Richie Porte \| Trek-Segafredo \| + 2 min 06 s \| \| \| 10.º \| Enric Mas \| Movistar Team \| + 2 min 54 s \| \| |                    |                   |                  |
| |                    |                   |                  |
| Fuente: ProCyclingStats |                    |                   |                  |
| Clasificación general |                    |                   |                  |
| Ciclista | Ciclista           | Equipo            | Tiempo           |
| 1.º | Primož Roglič      | Jumbo-Visma       | 56 h 34 min 35 s |
| 2.º | Tadej Pogačar      | UAE Team Emirates | + 44 s           |
| 3.º | Egan Bernal        | Ineos Grenadiers  | + 59 s           |
| 4.º | Rigoberto Urán     | EF Pro Cycling    | + 1 min 10 s     |
| 5.º | Nairo Quintana     | Arkéa-Samsic      | + 1 min 12 s     |
| 6.º | Miguel Ángel López | Astana            | + 1 min 31 s     |
| 7.º | Adam Yates         | Mitchelton-Scott  | + 1 min 42 s     |
| 8.º | Mikel Landa        | Bahrain McLaren   | + 1 min 55 s     |
| 9.º | Richie Porte       | Trek-Segafredo    | + 2 min 06 s     |
| 10.º | Enric Mas          | Movistar Team     | + 2 min 54 s     |

### Clasificación por puntos(Maillot Vert)
| Clasificación por puntos | Clasificación por puntos | Clasificación por puntos         | Clasificación por puntos | Clasificación por puntos |
| Ciclista                 | Ciclista                 | Equipo                           | Puntos                   |                          |
| ------------------------ | ------------------------ | -------------------------------- | ------------------------ | ------------------------ |
| 1.º                      | Sam Bennett              | Deceuninck-Quick Step            | 252 pts                  |                          |
| 2.º                      | Peter Sagan              | Bora-Hansgrohe                   | 186 pts                  |                          |
| 3.º                      | Bryan Coquard            | B&B Hotels-Vital Concept p/b KTM | 162 pts                  |                          |
| 4.º                      | Caleb Ewan               | Lotto-Soudal                     | 155 pts                  |                          |
| 5.º                      | Matteo Trentin           | CCC Team                         | 146 pts                  |                          |
| 6.º                      | Wout van Aert            | Jumbo-Visma                      | 131 pts                  |                          |
| 7.º                      | Julian Alaphilippe       | Deceuninck-Quick Step            | 108 pts                  |                          |
| 8.º                      | Alexander Kristoff       | UAE Team Emirates                | 100 pts                  |                          |
| 9.º                      | Michael Mørkøv           | Deceuninck-Quick Step            | 100 pts                  |                          |
| 10.º                     | Marc Hirschi             | Team Sunweb                      | 90 pts                   |                          |

### Clasificación de la montaña(Maillot à Pois Rouges)
| Clasificación de la montaña | Clasificación de la montaña | Clasificación de la montaña      | Clasificación de la montaña | Clasificación de la montaña |
| Ciclista                    | Ciclista                    | Equipo                           | Puntos                      |                             |
| --------------------------- | --------------------------- | -------------------------------- | --------------------------- | --------------------------- |
| 1.º                         | Benoît Cosnefroy            | AG2R La Mondiale                 | 36 pts                      |                             |
| 2.º                         | Nans Peters                 | AG2R La Mondiale                 | 31 pts                      |                             |
| 3.º                         | Marc Hirschi                | Team Sunweb                      | 31 pts                      |                             |
| 4.º                         | Toms Skujiņš                | Trek-Segafredo                   | 24 pts                      |                             |
| 5.º                         | Quentin Pacher              | B&B Hotels-Vital Concept p/b KTM | 21 pts                      |                             |
| 6.º                         | Primož Roglič               | Jumbo-Visma                      | 18 pts                      |                             |
| 7.º                         | Neilson Powless             | EF Pro Cycling                   | 16 pts                      |                             |
| 8.º                         | Daniel Felipe Martínez      | EF Pro Cycling                   | 14 pts                      |                             |
| 9.º                         | Maximilian Schachmann       | Bora-Hansgrohe                   | 14 pts                      |                             |
| 10.º                        | Tadej Pogačar               | UAE Team Emirates                | 14 pts                      |                             |

### Clasificación del mejor joven(Maillot Blanc)
| Clasificación del mejor joven | Clasificación del mejor joven | Clasificación del mejor joven | Clasificación del mejor joven | Clasificación del mejor joven |
| Ciclista                      | Ciclista                      | Equipo                        | Tiempo                        |                               |
| ----------------------------- | ----------------------------- | ----------------------------- | ----------------------------- | ----------------------------- |
| 1.º                           | Tadej Pogačar                 | UAE Team Emirates             | 56 h 35 min 19 s              |                               |
| 2.º                           | Egan Bernal                   | Ineos Grenadiers              | + 15 s                        |                               |
| 3.º                           | Enric Mas                     | Movistar Team                 | + 2 min 10 s                  |                               |
| 4.º                           | Sergio Higuita                | EF Pro Cycling                | + 25 min 28 s                 |                               |
| 5.º                           | Daniel Felipe Martínez        | EF Pro Cycling                | + 56 min 37 s                 |                               |
| 6.º                           | Valentin Madouas              | Groupama-FDJ                  | + 58 min 35 s                 |                               |
| 7.º                           | Neilson Powless               | EF Pro Cycling                | + 1 h 07 min 49 s             |                               |
| 8.º                           | Lennard Kämna                 | Bora-Hansgrohe                | + 1 h 10 min 46 s             |                               |
| 9.º                           | Harold Tejada                 | Astana                        | + 1 h 26 min 58 s             |                               |
| 10.º                          | Marc Hirschi                  | Team Sunweb                   | + 1 h 28 min 29 s             |                               |

### Clasificación por equipos(Classement par Équipe)
| Clasificación por equipos | Clasificación por equipos | Clasificación por equipos | Clasificación por equipos |
| Equipo                    | Equipo                    | Tiempo                    |                           |
| ------------------------- | ------------------------- | ------------------------- | ------------------------- |
| 1.º                       | EF Pro Cycling            | 169 h 47 min 21 s         |                           |
| 2.º                       | Movistar Team             | + 3 min 00 s              |                           |
| 3.º                       | Jumbo-Visma               | + 23 min 02 s             |                           |
| 4.º                       | Trek-Segafredo            | + 24 min 00 s             |                           |
| 5.º                       | Ineos Grenadiers          | + 35 min 51 s             |                           |
| 6.º                       | AG2R La Mondiale          | + 36 min 30 s             |                           |
| 7.º                       | Astana                    | + 38 min 36 s             |                           |
| 8.º                       | Bahrain McLaren           | + 44 min 11 s             |                           |
| 9.º                       | Mitchelton-Scott          | + 1 h 19 min 06 s         |                           |
| 10.º                      | Bora-Hansgrohe            | + 1 h 26 min 22 s         |                           |

## Abandonos
- Bauke Mollema por una caída durante la etapa que le causó una fractura de muñeca.[2]